# Скуркола-Марсикана
Скурко́ла-Марсика́на (итал. Scurcola Marsicana) — коммуна в Италии, расположена в регионе Абруццо, подчиняется административному центру Л’Акуила.
Население составляет 2669 человек (на 2005 г.), плотность населения составляет 88,91 чел./км². Занимает площадь 30,02 км². Почтовый индекс — 67068. Телефонный код — 0863.
Покровителем населённого пункта считается San Vincenzo Ferreri. Праздник ежегодно празднуется 13 июня.